# Церковь Иконы Божией Матери Владимирская в Красково
Церковь Иконы Божией Матери Владимирская в Красково (Владимирская церковь, до революции — Владимирской Богоматери церковь в селе Богородское-Красково село Московского уезда) — храм в Подмосковье.

## Архитектура
Однокупольная церковь в стиле ампир (позднего классицизма) была построена в 1831—1832 годах по проекту архитектора Федора Шестакова. Возводилась на средства местного помещика, владельца села Богородское-Красково Ивана Дмитриевича Орлова.
В 1894—1895-е годы обновлением храма занимался архитектор Александр Степанович Каминский — им были пристроены боковые Сергиевский и Константино-Еленинский приделы.
После возобновления церковной жизни в 1990-е годы реставрацией храма занимался реставратор Александр Иванович Политов. Интерьеры, внутренний/внешний декор (росписи) осуществил Владимир Федорович Павлов (р. 1947).

## История
Храм на этом месте впервые упоминается в 1649 году. Это была одноимённая деревянная церковь.
В 1830-е годы местный помещик статский советник и кавалер Иван Дмитриевич Орлов решил возвести каменный храм. Он попросил благословения Филарета (Дроздова), митрополита Московского и Коломенского, построить новый каменный храм с колокольней рядом с выстроенной деревянной церковью.
Однако, не дождавшись от митрополита храмозданной грамоты Орлов без разрешения епархиального начальства просил местного священника Петра Анцерова отслужить на месте будущего строения молебен с водоосвящением 21 мая 1831 года. После этого он начал строительство храма без разрешительных документов. За нарушение установленных правил митрополит Филарет запретил о. Петру священнослужение в приходе и исправление церковных треб, о чём тот обязался подпиской во исполнение указа митрополита (9 мая 1831 года).
Наконец, в августе 1831 года митрополит Филарет разрешил и благословил постройку храма по апробированным планам, фасадам и профилям.
В этой церкви в молодости начинал свое служение будущий новомученик Дмитрий Иванович Крючков — с 1908 по 1915 год псаломщиком, а в 1915—1917 годы — диаконом. Ныне ему посвящен правый придел храма (престольный праздник — День памяти священноисповедника Димитрия Крючкова 9 сентября / 27 августа по старому стилю).
Церковь была закрыта в 1934 году. В советское время была несколько перестроена.
В 1990 году храм вернули верующим. Освящена великим чином 15 марта 2014 года.

### Настоятели
- В отказной книге за 1672 год в селе Богородском упоминается «… церковь деревянная шатровая во имя Сретения Пресвятыя Богородицы Владимирския, а в церкви образы, и книги, и на колокольне колокола и всякое церковное строения вотчинниково, у церкви поп Михей».
- Артемий Аввакумов (1740-е)
- Иоанн Иоаннов (1750-1760-е)
- Федор Сергеев  (1770-1780-е)
- В 1783 году служение в церкви села Краскова было воспрещено до построения нового храма вместо аварийного. В 1803 году построена новая деревянная церковь на каменном фундаменте.
- Иоанн Никитин Соловьев (с 1800-х до 1815 года[6]). Ушел в монастырь после скандала
- Петр Иванович Анцеров (Петр Иоаннов) — с 1816 по 1848 год, далее на покое, проживал при храме
- Георгий Тимофеевич Смирнов (1829-?) — с 1848 года. Зять предыдущего
- Сергей Николаевич Смирнов, зять предыдущего
- Сергей Михайлович Никитский (репрессирован)
- храм не действует с 1934 по 1990
- Михаил Лебедев
- Игорь Крикота